# Mofetă

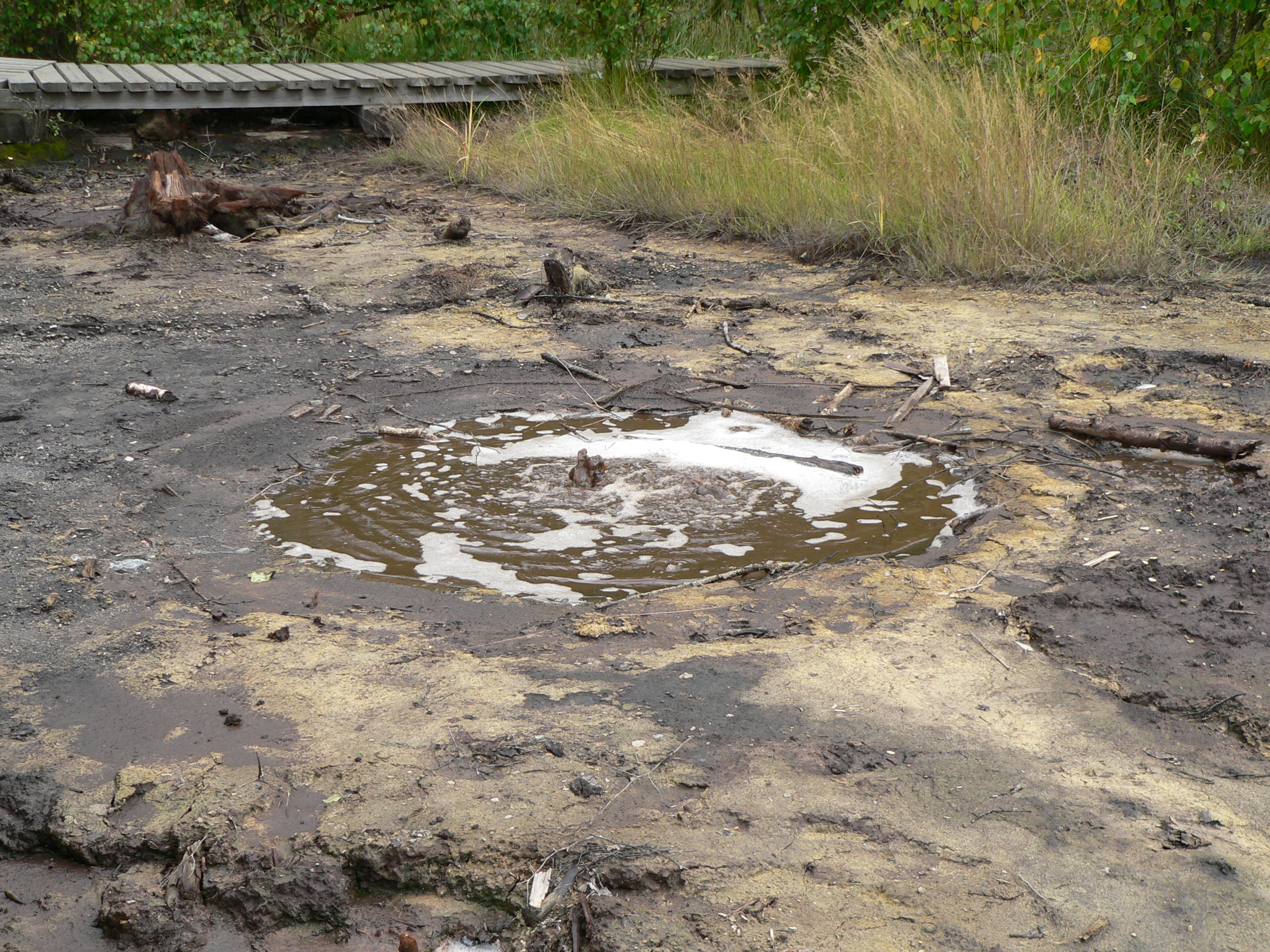
Mofetă în rezervația naturală Soos din Cehia

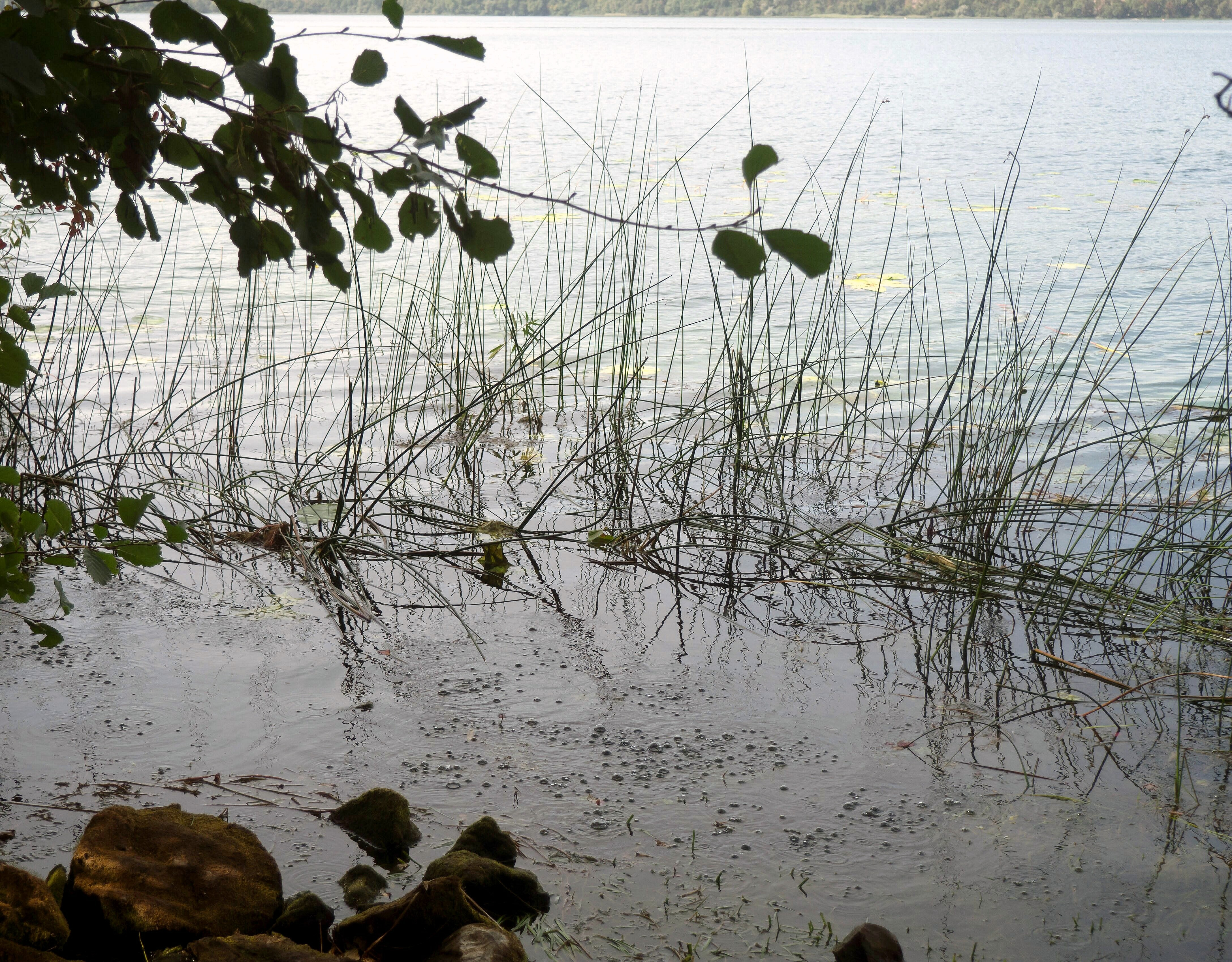
Mofetă în Laacher See din Renania-Palatinat, Germania

O mofetă reprezintă o emanație de gaz degajat:
- prin crăpăturile scoarței terestre în fazele finale ale activității vulcanice
- prin foraje
- prin degazeificarea apelor minerale
- artificial

care este captată, eventual înmagazinată într-un recipient tampon și distribuită printr-o modalitate specifică (construirea unui Mofetariu) în scopul folosirii în cure terapeutice externe. 
Gazul respectiv este un amestec în care componenta principală o constituie dioxidul de carbon (cel puțin 90 %), iar cea secundară este reprezentată in proporții variabile de alte gaze cum ar fi SO2, unele gaze rare, vapori de NH3 …. etc. 
Solfatarele sunt gaze terapeutice care au în compoziție, pe lângă dioxid de carbon, hidrogen sulfurat în concentrație de 0,1 - 0,56%.

## Clasificare
În funcție de tipul de alimentare, în mofete:
- pe sursă, care utilizează gazul direct din emergența naturală.
- alimentate, care utilizează gazul transportat din surse forate sau din alte surse prin intermediul unor rezervoare de înmagazinare și distribuție;
- alimentate cu dioxid de carbon industrial îmbuteliat.

În funcție de gradul de umidificare în mofete:
- Umede
- Uscate

## Mofeta uscată

### Particularități
Amestecul de gaze fiind mai greu decât aerul are tendința de stratifica în partea inferioară a unei cavități depresiuni sau gauri. Mofetariul este o încăpere specială amenajată în trepte, în formă de amfiteatru, astfel creată încât în partea inferioară să se acumuleze gazul respectiv. Prin coborâre treptată se pot face  “băi” controlate în gaz.
Evacuarea gazelor din mofetă se efectuează prin preaplin în mod continuu prin guri de evacuare care nu trebuie să fie în direcția vânturilor dominante. Mofeta trebuie prevăzută cu un sistem de avertizare a nivelului gazului în locurile de balneație, cu automatizare sau prin observații și manevre directe.Exista câteva metode de a verifica nivelul până la care te-ai “scufundat” în amestecul de CO2 cu alte gaze, cea mai simplă dintre ele fiind aceea a utilizării unei flăcări (e. g. chibrit aprins), care la atingerea interfeței între aer și acumulare se stinge.
Nu se coboară dincolo de jumătatea inferioară a corpului în acumularea de gaz pentru a evita accidentele și nu se stă mai mult de o perioadă determinată (în general 20 minute).
Pentru România, prototipul de mofeta uscată se găsește în regiunea Covasna (dar se mai găsesc astfel de mofete și în alte regiuni).

### Efecte
Sunt benefice asupra circulației, asupra vaselor de sânge, asupra funcției intelectuală renală și sexuală, cu predilecție la anume genuri de boli în principal din grupul afecțiunilor cardiovasculare. 
Ca oricare tratament nu se face decât la indicație medicală strictă, cu atât mai mult cu cât pot apărea accidente (asfixii, intoxicații).

## Mofeta umedă
Apare atunci când în drumul lor gazele întâlnesc straturi acvifere și antrenează apa. 
Apar astfel grotele umede (excavații naturale sau galerii), în care atmosfera este saturată cu vapori proveniți de la izvoarele minerale termale, și aerul variază ca temperatură între 25 și 80 (lângă izvor) de grade Celsius.